# Edwina Dumm
Frances Edwina Dumm (Upper Sandusky, 1893 – Nueva York, 28 de abril de 1990) fue una escritora y artista estadounidense que dibujó la tira cómica Cap Stubbs and Tippie durante casi cinco décadas. También es reconocida como la primera humorista gráfica editorial femenina a tiempo completo del país. Usó su segundo nombre para la firma en su tira cómica, usando simplemente Edwina.

## Trayectoria
Dumm, nació Ohio, donde su padre, Frank Edwin Dumm, era un actor y escritor convertido en periodista. En 1911, se graduó en la Central High School en Columbus y luego tomó el curso por correspondencia de la Landon School of Illustration and Cartooning con sede en Cleveland. Su nombre apareció más tarde en los anuncios de Landon.
Dibujó caricaturas editoriales para el periódico Columbus Daily Monitor desde su primera edición el 7 de agosto de 1915 hasta su cierre en julio de 1917. En el Monitor, sus Spot-Light Sketches fueron ilustraciones editoriales en reportajes a toda página, y algunas de ellas promovieron los temas de la mujer. Elisabeth Israels Perry, en la introducción de Cartooning for Suffrage (1994) de Alice Sheppard, escribió que artistas como Blanche Ames Ames, Lou Rogers y Edwina Dumm produjeron:

...una retórica visual que ayudó a crear un clima más favorable al cambio en las relaciones de género en Estados Unidos... Al finalizar la campaña de sufragio, el arte de las mujeres reflejaba los nuevos valores del feminismo, ampliaba sus objetivos e intentaba reafirmar la importancia del movimiento.
Elisabeth Israels Perry

Para el Monitor, Dumm también dibujó The Meanderings of Minnie, una tira semiautobiográfica sobre un marimacho y su perro. Al mudarse a la ciudad de Nueva York, continuó sus estudios de arte en la Art Students League y creó Cap Stubbs and Tippie, sindicada por el George Matthew Adams Service. Dumm trabajaba muy rápido, y según el historiador del cómic Martin Sheridan, podía escribir una tira diaria en una hora.
Su amor por los perros es evidente en sus tiras, así como en sus ilustraciones para libros y revistas, como Sinbad, su página semanal para perros que aparece tanto en la revista Life como en la Tatler de Londres. Ilustró Two Gentlemen and a Lady, de Alexander Woollcott. Para Sonnets from the Pekinese and Other Doggerel (Macmillan, 1936) de Burges Johnson (1877-1963), Dumm ilustró Losted y otros poemas.
Desde los años 30 hasta los 60, dibujó otro perro para el periódico Alec the Great, en el que ilustró versos escritos por su hermano, Robert Dennis Dumm. Su colaboración se publicó en forma de libro en 1946. A finales de la década de 1940, dibujó las portadas de las partituras de su compañera de cuarto, Helen Slater, que escribía tanto música como letras. Durante esos años, también contribuyó con artículos para el libro de historietas de la Mujer Maravilla.
Cuando el George Matthew Adams Service cerró en 1965, la tira de Dumm fue recogida por el periódico The Washington Star. Dumm continuó escribiendo y dibujando a Tippie hasta que se retiró en 1966 (lo que puso fin a la tira).
Después de jubilarse de su tira cómica, se mantuvo activa con pinturas en acuarela, fotografía y ayudando a los ancianos en su edificio de apartamentos de la ciudad de Nueva York cuando ya tenía más de ochenta años.

## Reconocimientos
Dumm Recibió el premio Gold Key Award de la National Cartoonists Society en 1978.